# Critter
Critter és un motor d'escacs UCI multiplataforma del programador eslovac Richard Vida que és gratuït per a ús no comercial. El motor ha quedat entre els cinc primers a la majoria de les llistes oficials de classificació d'Elo de motors d'escacs.

## Història
Richard Vida va començar a treballar a Critter a finals de 2008. La primera versió es va escriure originalment en Object Pascal, però el codi es va convertir més tard a C++ mitjançant la tecnologia Bitboard perquè Delphi no funcionava bé amb processadors de 64 bits. Critter va tenir el seu debut a la taula (OTB) a l'ICT 2012, on es va convertir en un fort subcampió darrere del clúster Rybka.

## Partides destacades
|   | a | b | c | d | e | f | g | h |   |
| 8 | d8 negres dama · f8 negres torre · g8 negres rei · a7 blanques dama · e7 negres peó · f7 negres peó · g7 negres alfil · h7 negres peó · f6 negres cavall · g6 negres peó · f5 negres alfil · d4 negres torre · e3 blanques peó · g3 blanques peó · a2 blanques peó · b2 blanques peó · d2 blanques cavall · f2 blanques peó · g2 blanques alfil · h2 blanques peó · a1 blanques torre · c1 blanques alfil · e1 blanques rei · h1 blanques torre | d8 negres dama · f8 negres torre · g8 negres rei · a7 blanques dama · e7 negres peó · f7 negres peó · g7 negres alfil · h7 negres peó · f6 negres cavall · g6 negres peó · f5 negres alfil · d4 negres torre · e3 blanques peó · g3 blanques peó · a2 blanques peó · b2 blanques peó · d2 blanques cavall · f2 blanques peó · g2 blanques alfil · h2 blanques peó · a1 blanques torre · c1 blanques alfil · e1 blanques rei · h1 blanques torre | d8 negres dama · f8 negres torre · g8 negres rei · a7 blanques dama · e7 negres peó · f7 negres peó · g7 negres alfil · h7 negres peó · f6 negres cavall · g6 negres peó · f5 negres alfil · d4 negres torre · e3 blanques peó · g3 blanques peó · a2 blanques peó · b2 blanques peó · d2 blanques cavall · f2 blanques peó · g2 blanques alfil · h2 blanques peó · a1 blanques torre · c1 blanques alfil · e1 blanques rei · h1 blanques torre | d8 negres dama · f8 negres torre · g8 negres rei · a7 blanques dama · e7 negres peó · f7 negres peó · g7 negres alfil · h7 negres peó · f6 negres cavall · g6 negres peó · f5 negres alfil · d4 negres torre · e3 blanques peó · g3 blanques peó · a2 blanques peó · b2 blanques peó · d2 blanques cavall · f2 blanques peó · g2 blanques alfil · h2 blanques peó · a1 blanques torre · c1 blanques alfil · e1 blanques rei · h1 blanques torre | d8 negres dama · f8 negres torre · g8 negres rei · a7 blanques dama · e7 negres peó · f7 negres peó · g7 negres alfil · h7 negres peó · f6 negres cavall · g6 negres peó · f5 negres alfil · d4 negres torre · e3 blanques peó · g3 blanques peó · a2 blanques peó · b2 blanques peó · d2 blanques cavall · f2 blanques peó · g2 blanques alfil · h2 blanques peó · a1 blanques torre · c1 blanques alfil · e1 blanques rei · h1 blanques torre | d8 negres dama · f8 negres torre · g8 negres rei · a7 blanques dama · e7 negres peó · f7 negres peó · g7 negres alfil · h7 negres peó · f6 negres cavall · g6 negres peó · f5 negres alfil · d4 negres torre · e3 blanques peó · g3 blanques peó · a2 blanques peó · b2 blanques peó · d2 blanques cavall · f2 blanques peó · g2 blanques alfil · h2 blanques peó · a1 blanques torre · c1 blanques alfil · e1 blanques rei · h1 blanques torre | d8 negres dama · f8 negres torre · g8 negres rei · a7 blanques dama · e7 negres peó · f7 negres peó · g7 negres alfil · h7 negres peó · f6 negres cavall · g6 negres peó · f5 negres alfil · d4 negres torre · e3 blanques peó · g3 blanques peó · a2 blanques peó · b2 blanques peó · d2 blanques cavall · f2 blanques peó · g2 blanques alfil · h2 blanques peó · a1 blanques torre · c1 blanques alfil · e1 blanques rei · h1 blanques torre | d8 negres dama · f8 negres torre · g8 negres rei · a7 blanques dama · e7 negres peó · f7 negres peó · g7 negres alfil · h7 negres peó · f6 negres cavall · g6 negres peó · f5 negres alfil · d4 negres torre · e3 blanques peó · g3 blanques peó · a2 blanques peó · b2 blanques peó · d2 blanques cavall · f2 blanques peó · g2 blanques alfil · h2 blanques peó · a1 blanques torre · c1 blanques alfil · e1 blanques rei · h1 blanques torre | 8 |
| 7 | d8 negres dama · f8 negres torre · g8 negres rei · a7 blanques dama · e7 negres peó · f7 negres peó · g7 negres alfil · h7 negres peó · f6 negres cavall · g6 negres peó · f5 negres alfil · d4 negres torre · e3 blanques peó · g3 blanques peó · a2 blanques peó · b2 blanques peó · d2 blanques cavall · f2 blanques peó · g2 blanques alfil · h2 blanques peó · a1 blanques torre · c1 blanques alfil · e1 blanques rei · h1 blanques torre | d8 negres dama · f8 negres torre · g8 negres rei · a7 blanques dama · e7 negres peó · f7 negres peó · g7 negres alfil · h7 negres peó · f6 negres cavall · g6 negres peó · f5 negres alfil · d4 negres torre · e3 blanques peó · g3 blanques peó · a2 blanques peó · b2 blanques peó · d2 blanques cavall · f2 blanques peó · g2 blanques alfil · h2 blanques peó · a1 blanques torre · c1 blanques alfil · e1 blanques rei · h1 blanques torre | d8 negres dama · f8 negres torre · g8 negres rei · a7 blanques dama · e7 negres peó · f7 negres peó · g7 negres alfil · h7 negres peó · f6 negres cavall · g6 negres peó · f5 negres alfil · d4 negres torre · e3 blanques peó · g3 blanques peó · a2 blanques peó · b2 blanques peó · d2 blanques cavall · f2 blanques peó · g2 blanques alfil · h2 blanques peó · a1 blanques torre · c1 blanques alfil · e1 blanques rei · h1 blanques torre | d8 negres dama · f8 negres torre · g8 negres rei · a7 blanques dama · e7 negres peó · f7 negres peó · g7 negres alfil · h7 negres peó · f6 negres cavall · g6 negres peó · f5 negres alfil · d4 negres torre · e3 blanques peó · g3 blanques peó · a2 blanques peó · b2 blanques peó · d2 blanques cavall · f2 blanques peó · g2 blanques alfil · h2 blanques peó · a1 blanques torre · c1 blanques alfil · e1 blanques rei · h1 blanques torre | d8 negres dama · f8 negres torre · g8 negres rei · a7 blanques dama · e7 negres peó · f7 negres peó · g7 negres alfil · h7 negres peó · f6 negres cavall · g6 negres peó · f5 negres alfil · d4 negres torre · e3 blanques peó · g3 blanques peó · a2 blanques peó · b2 blanques peó · d2 blanques cavall · f2 blanques peó · g2 blanques alfil · h2 blanques peó · a1 blanques torre · c1 blanques alfil · e1 blanques rei · h1 blanques torre | d8 negres dama · f8 negres torre · g8 negres rei · a7 blanques dama · e7 negres peó · f7 negres peó · g7 negres alfil · h7 negres peó · f6 negres cavall · g6 negres peó · f5 negres alfil · d4 negres torre · e3 blanques peó · g3 blanques peó · a2 blanques peó · b2 blanques peó · d2 blanques cavall · f2 blanques peó · g2 blanques alfil · h2 blanques peó · a1 blanques torre · c1 blanques alfil · e1 blanques rei · h1 blanques torre | d8 negres dama · f8 negres torre · g8 negres rei · a7 blanques dama · e7 negres peó · f7 negres peó · g7 negres alfil · h7 negres peó · f6 negres cavall · g6 negres peó · f5 negres alfil · d4 negres torre · e3 blanques peó · g3 blanques peó · a2 blanques peó · b2 blanques peó · d2 blanques cavall · f2 blanques peó · g2 blanques alfil · h2 blanques peó · a1 blanques torre · c1 blanques alfil · e1 blanques rei · h1 blanques torre | d8 negres dama · f8 negres torre · g8 negres rei · a7 blanques dama · e7 negres peó · f7 negres peó · g7 negres alfil · h7 negres peó · f6 negres cavall · g6 negres peó · f5 negres alfil · d4 negres torre · e3 blanques peó · g3 blanques peó · a2 blanques peó · b2 blanques peó · d2 blanques cavall · f2 blanques peó · g2 blanques alfil · h2 blanques peó · a1 blanques torre · c1 blanques alfil · e1 blanques rei · h1 blanques torre | 7 |
| 6 | d8 negres dama · f8 negres torre · g8 negres rei · a7 blanques dama · e7 negres peó · f7 negres peó · g7 negres alfil · h7 negres peó · f6 negres cavall · g6 negres peó · f5 negres alfil · d4 negres torre · e3 blanques peó · g3 blanques peó · a2 blanques peó · b2 blanques peó · d2 blanques cavall · f2 blanques peó · g2 blanques alfil · h2 blanques peó · a1 blanques torre · c1 blanques alfil · e1 blanques rei · h1 blanques torre | d8 negres dama · f8 negres torre · g8 negres rei · a7 blanques dama · e7 negres peó · f7 negres peó · g7 negres alfil · h7 negres peó · f6 negres cavall · g6 negres peó · f5 negres alfil · d4 negres torre · e3 blanques peó · g3 blanques peó · a2 blanques peó · b2 blanques peó · d2 blanques cavall · f2 blanques peó · g2 blanques alfil · h2 blanques peó · a1 blanques torre · c1 blanques alfil · e1 blanques rei · h1 blanques torre | d8 negres dama · f8 negres torre · g8 negres rei · a7 blanques dama · e7 negres peó · f7 negres peó · g7 negres alfil · h7 negres peó · f6 negres cavall · g6 negres peó · f5 negres alfil · d4 negres torre · e3 blanques peó · g3 blanques peó · a2 blanques peó · b2 blanques peó · d2 blanques cavall · f2 blanques peó · g2 blanques alfil · h2 blanques peó · a1 blanques torre · c1 blanques alfil · e1 blanques rei · h1 blanques torre | d8 negres dama · f8 negres torre · g8 negres rei · a7 blanques dama · e7 negres peó · f7 negres peó · g7 negres alfil · h7 negres peó · f6 negres cavall · g6 negres peó · f5 negres alfil · d4 negres torre · e3 blanques peó · g3 blanques peó · a2 blanques peó · b2 blanques peó · d2 blanques cavall · f2 blanques peó · g2 blanques alfil · h2 blanques peó · a1 blanques torre · c1 blanques alfil · e1 blanques rei · h1 blanques torre | d8 negres dama · f8 negres torre · g8 negres rei · a7 blanques dama · e7 negres peó · f7 negres peó · g7 negres alfil · h7 negres peó · f6 negres cavall · g6 negres peó · f5 negres alfil · d4 negres torre · e3 blanques peó · g3 blanques peó · a2 blanques peó · b2 blanques peó · d2 blanques cavall · f2 blanques peó · g2 blanques alfil · h2 blanques peó · a1 blanques torre · c1 blanques alfil · e1 blanques rei · h1 blanques torre | d8 negres dama · f8 negres torre · g8 negres rei · a7 blanques dama · e7 negres peó · f7 negres peó · g7 negres alfil · h7 negres peó · f6 negres cavall · g6 negres peó · f5 negres alfil · d4 negres torre · e3 blanques peó · g3 blanques peó · a2 blanques peó · b2 blanques peó · d2 blanques cavall · f2 blanques peó · g2 blanques alfil · h2 blanques peó · a1 blanques torre · c1 blanques alfil · e1 blanques rei · h1 blanques torre | d8 negres dama · f8 negres torre · g8 negres rei · a7 blanques dama · e7 negres peó · f7 negres peó · g7 negres alfil · h7 negres peó · f6 negres cavall · g6 negres peó · f5 negres alfil · d4 negres torre · e3 blanques peó · g3 blanques peó · a2 blanques peó · b2 blanques peó · d2 blanques cavall · f2 blanques peó · g2 blanques alfil · h2 blanques peó · a1 blanques torre · c1 blanques alfil · e1 blanques rei · h1 blanques torre | d8 negres dama · f8 negres torre · g8 negres rei · a7 blanques dama · e7 negres peó · f7 negres peó · g7 negres alfil · h7 negres peó · f6 negres cavall · g6 negres peó · f5 negres alfil · d4 negres torre · e3 blanques peó · g3 blanques peó · a2 blanques peó · b2 blanques peó · d2 blanques cavall · f2 blanques peó · g2 blanques alfil · h2 blanques peó · a1 blanques torre · c1 blanques alfil · e1 blanques rei · h1 blanques torre | 6 |
| 5 | d8 negres dama · f8 negres torre · g8 negres rei · a7 blanques dama · e7 negres peó · f7 negres peó · g7 negres alfil · h7 negres peó · f6 negres cavall · g6 negres peó · f5 negres alfil · d4 negres torre · e3 blanques peó · g3 blanques peó · a2 blanques peó · b2 blanques peó · d2 blanques cavall · f2 blanques peó · g2 blanques alfil · h2 blanques peó · a1 blanques torre · c1 blanques alfil · e1 blanques rei · h1 blanques torre | d8 negres dama · f8 negres torre · g8 negres rei · a7 blanques dama · e7 negres peó · f7 negres peó · g7 negres alfil · h7 negres peó · f6 negres cavall · g6 negres peó · f5 negres alfil · d4 negres torre · e3 blanques peó · g3 blanques peó · a2 blanques peó · b2 blanques peó · d2 blanques cavall · f2 blanques peó · g2 blanques alfil · h2 blanques peó · a1 blanques torre · c1 blanques alfil · e1 blanques rei · h1 blanques torre | d8 negres dama · f8 negres torre · g8 negres rei · a7 blanques dama · e7 negres peó · f7 negres peó · g7 negres alfil · h7 negres peó · f6 negres cavall · g6 negres peó · f5 negres alfil · d4 negres torre · e3 blanques peó · g3 blanques peó · a2 blanques peó · b2 blanques peó · d2 blanques cavall · f2 blanques peó · g2 blanques alfil · h2 blanques peó · a1 blanques torre · c1 blanques alfil · e1 blanques rei · h1 blanques torre | d8 negres dama · f8 negres torre · g8 negres rei · a7 blanques dama · e7 negres peó · f7 negres peó · g7 negres alfil · h7 negres peó · f6 negres cavall · g6 negres peó · f5 negres alfil · d4 negres torre · e3 blanques peó · g3 blanques peó · a2 blanques peó · b2 blanques peó · d2 blanques cavall · f2 blanques peó · g2 blanques alfil · h2 blanques peó · a1 blanques torre · c1 blanques alfil · e1 blanques rei · h1 blanques torre | d8 negres dama · f8 negres torre · g8 negres rei · a7 blanques dama · e7 negres peó · f7 negres peó · g7 negres alfil · h7 negres peó · f6 negres cavall · g6 negres peó · f5 negres alfil · d4 negres torre · e3 blanques peó · g3 blanques peó · a2 blanques peó · b2 blanques peó · d2 blanques cavall · f2 blanques peó · g2 blanques alfil · h2 blanques peó · a1 blanques torre · c1 blanques alfil · e1 blanques rei · h1 blanques torre | d8 negres dama · f8 negres torre · g8 negres rei · a7 blanques dama · e7 negres peó · f7 negres peó · g7 negres alfil · h7 negres peó · f6 negres cavall · g6 negres peó · f5 negres alfil · d4 negres torre · e3 blanques peó · g3 blanques peó · a2 blanques peó · b2 blanques peó · d2 blanques cavall · f2 blanques peó · g2 blanques alfil · h2 blanques peó · a1 blanques torre · c1 blanques alfil · e1 blanques rei · h1 blanques torre | d8 negres dama · f8 negres torre · g8 negres rei · a7 blanques dama · e7 negres peó · f7 negres peó · g7 negres alfil · h7 negres peó · f6 negres cavall · g6 negres peó · f5 negres alfil · d4 negres torre · e3 blanques peó · g3 blanques peó · a2 blanques peó · b2 blanques peó · d2 blanques cavall · f2 blanques peó · g2 blanques alfil · h2 blanques peó · a1 blanques torre · c1 blanques alfil · e1 blanques rei · h1 blanques torre | d8 negres dama · f8 negres torre · g8 negres rei · a7 blanques dama · e7 negres peó · f7 negres peó · g7 negres alfil · h7 negres peó · f6 negres cavall · g6 negres peó · f5 negres alfil · d4 negres torre · e3 blanques peó · g3 blanques peó · a2 blanques peó · b2 blanques peó · d2 blanques cavall · f2 blanques peó · g2 blanques alfil · h2 blanques peó · a1 blanques torre · c1 blanques alfil · e1 blanques rei · h1 blanques torre | 5 |
| 4 | d8 negres dama · f8 negres torre · g8 negres rei · a7 blanques dama · e7 negres peó · f7 negres peó · g7 negres alfil · h7 negres peó · f6 negres cavall · g6 negres peó · f5 negres alfil · d4 negres torre · e3 blanques peó · g3 blanques peó · a2 blanques peó · b2 blanques peó · d2 blanques cavall · f2 blanques peó · g2 blanques alfil · h2 blanques peó · a1 blanques torre · c1 blanques alfil · e1 blanques rei · h1 blanques torre | d8 negres dama · f8 negres torre · g8 negres rei · a7 blanques dama · e7 negres peó · f7 negres peó · g7 negres alfil · h7 negres peó · f6 negres cavall · g6 negres peó · f5 negres alfil · d4 negres torre · e3 blanques peó · g3 blanques peó · a2 blanques peó · b2 blanques peó · d2 blanques cavall · f2 blanques peó · g2 blanques alfil · h2 blanques peó · a1 blanques torre · c1 blanques alfil · e1 blanques rei · h1 blanques torre | d8 negres dama · f8 negres torre · g8 negres rei · a7 blanques dama · e7 negres peó · f7 negres peó · g7 negres alfil · h7 negres peó · f6 negres cavall · g6 negres peó · f5 negres alfil · d4 negres torre · e3 blanques peó · g3 blanques peó · a2 blanques peó · b2 blanques peó · d2 blanques cavall · f2 blanques peó · g2 blanques alfil · h2 blanques peó · a1 blanques torre · c1 blanques alfil · e1 blanques rei · h1 blanques torre | d8 negres dama · f8 negres torre · g8 negres rei · a7 blanques dama · e7 negres peó · f7 negres peó · g7 negres alfil · h7 negres peó · f6 negres cavall · g6 negres peó · f5 negres alfil · d4 negres torre · e3 blanques peó · g3 blanques peó · a2 blanques peó · b2 blanques peó · d2 blanques cavall · f2 blanques peó · g2 blanques alfil · h2 blanques peó · a1 blanques torre · c1 blanques alfil · e1 blanques rei · h1 blanques torre | d8 negres dama · f8 negres torre · g8 negres rei · a7 blanques dama · e7 negres peó · f7 negres peó · g7 negres alfil · h7 negres peó · f6 negres cavall · g6 negres peó · f5 negres alfil · d4 negres torre · e3 blanques peó · g3 blanques peó · a2 blanques peó · b2 blanques peó · d2 blanques cavall · f2 blanques peó · g2 blanques alfil · h2 blanques peó · a1 blanques torre · c1 blanques alfil · e1 blanques rei · h1 blanques torre | d8 negres dama · f8 negres torre · g8 negres rei · a7 blanques dama · e7 negres peó · f7 negres peó · g7 negres alfil · h7 negres peó · f6 negres cavall · g6 negres peó · f5 negres alfil · d4 negres torre · e3 blanques peó · g3 blanques peó · a2 blanques peó · b2 blanques peó · d2 blanques cavall · f2 blanques peó · g2 blanques alfil · h2 blanques peó · a1 blanques torre · c1 blanques alfil · e1 blanques rei · h1 blanques torre | d8 negres dama · f8 negres torre · g8 negres rei · a7 blanques dama · e7 negres peó · f7 negres peó · g7 negres alfil · h7 negres peó · f6 negres cavall · g6 negres peó · f5 negres alfil · d4 negres torre · e3 blanques peó · g3 blanques peó · a2 blanques peó · b2 blanques peó · d2 blanques cavall · f2 blanques peó · g2 blanques alfil · h2 blanques peó · a1 blanques torre · c1 blanques alfil · e1 blanques rei · h1 blanques torre | d8 negres dama · f8 negres torre · g8 negres rei · a7 blanques dama · e7 negres peó · f7 negres peó · g7 negres alfil · h7 negres peó · f6 negres cavall · g6 negres peó · f5 negres alfil · d4 negres torre · e3 blanques peó · g3 blanques peó · a2 blanques peó · b2 blanques peó · d2 blanques cavall · f2 blanques peó · g2 blanques alfil · h2 blanques peó · a1 blanques torre · c1 blanques alfil · e1 blanques rei · h1 blanques torre | 4 |
| 3 | d8 negres dama · f8 negres torre · g8 negres rei · a7 blanques dama · e7 negres peó · f7 negres peó · g7 negres alfil · h7 negres peó · f6 negres cavall · g6 negres peó · f5 negres alfil · d4 negres torre · e3 blanques peó · g3 blanques peó · a2 blanques peó · b2 blanques peó · d2 blanques cavall · f2 blanques peó · g2 blanques alfil · h2 blanques peó · a1 blanques torre · c1 blanques alfil · e1 blanques rei · h1 blanques torre | d8 negres dama · f8 negres torre · g8 negres rei · a7 blanques dama · e7 negres peó · f7 negres peó · g7 negres alfil · h7 negres peó · f6 negres cavall · g6 negres peó · f5 negres alfil · d4 negres torre · e3 blanques peó · g3 blanques peó · a2 blanques peó · b2 blanques peó · d2 blanques cavall · f2 blanques peó · g2 blanques alfil · h2 blanques peó · a1 blanques torre · c1 blanques alfil · e1 blanques rei · h1 blanques torre | d8 negres dama · f8 negres torre · g8 negres rei · a7 blanques dama · e7 negres peó · f7 negres peó · g7 negres alfil · h7 negres peó · f6 negres cavall · g6 negres peó · f5 negres alfil · d4 negres torre · e3 blanques peó · g3 blanques peó · a2 blanques peó · b2 blanques peó · d2 blanques cavall · f2 blanques peó · g2 blanques alfil · h2 blanques peó · a1 blanques torre · c1 blanques alfil · e1 blanques rei · h1 blanques torre | d8 negres dama · f8 negres torre · g8 negres rei · a7 blanques dama · e7 negres peó · f7 negres peó · g7 negres alfil · h7 negres peó · f6 negres cavall · g6 negres peó · f5 negres alfil · d4 negres torre · e3 blanques peó · g3 blanques peó · a2 blanques peó · b2 blanques peó · d2 blanques cavall · f2 blanques peó · g2 blanques alfil · h2 blanques peó · a1 blanques torre · c1 blanques alfil · e1 blanques rei · h1 blanques torre | d8 negres dama · f8 negres torre · g8 negres rei · a7 blanques dama · e7 negres peó · f7 negres peó · g7 negres alfil · h7 negres peó · f6 negres cavall · g6 negres peó · f5 negres alfil · d4 negres torre · e3 blanques peó · g3 blanques peó · a2 blanques peó · b2 blanques peó · d2 blanques cavall · f2 blanques peó · g2 blanques alfil · h2 blanques peó · a1 blanques torre · c1 blanques alfil · e1 blanques rei · h1 blanques torre | d8 negres dama · f8 negres torre · g8 negres rei · a7 blanques dama · e7 negres peó · f7 negres peó · g7 negres alfil · h7 negres peó · f6 negres cavall · g6 negres peó · f5 negres alfil · d4 negres torre · e3 blanques peó · g3 blanques peó · a2 blanques peó · b2 blanques peó · d2 blanques cavall · f2 blanques peó · g2 blanques alfil · h2 blanques peó · a1 blanques torre · c1 blanques alfil · e1 blanques rei · h1 blanques torre | d8 negres dama · f8 negres torre · g8 negres rei · a7 blanques dama · e7 negres peó · f7 negres peó · g7 negres alfil · h7 negres peó · f6 negres cavall · g6 negres peó · f5 negres alfil · d4 negres torre · e3 blanques peó · g3 blanques peó · a2 blanques peó · b2 blanques peó · d2 blanques cavall · f2 blanques peó · g2 blanques alfil · h2 blanques peó · a1 blanques torre · c1 blanques alfil · e1 blanques rei · h1 blanques torre | d8 negres dama · f8 negres torre · g8 negres rei · a7 blanques dama · e7 negres peó · f7 negres peó · g7 negres alfil · h7 negres peó · f6 negres cavall · g6 negres peó · f5 negres alfil · d4 negres torre · e3 blanques peó · g3 blanques peó · a2 blanques peó · b2 blanques peó · d2 blanques cavall · f2 blanques peó · g2 blanques alfil · h2 blanques peó · a1 blanques torre · c1 blanques alfil · e1 blanques rei · h1 blanques torre | 3 |
| 2 | d8 negres dama · f8 negres torre · g8 negres rei · a7 blanques dama · e7 negres peó · f7 negres peó · g7 negres alfil · h7 negres peó · f6 negres cavall · g6 negres peó · f5 negres alfil · d4 negres torre · e3 blanques peó · g3 blanques peó · a2 blanques peó · b2 blanques peó · d2 blanques cavall · f2 blanques peó · g2 blanques alfil · h2 blanques peó · a1 blanques torre · c1 blanques alfil · e1 blanques rei · h1 blanques torre | d8 negres dama · f8 negres torre · g8 negres rei · a7 blanques dama · e7 negres peó · f7 negres peó · g7 negres alfil · h7 negres peó · f6 negres cavall · g6 negres peó · f5 negres alfil · d4 negres torre · e3 blanques peó · g3 blanques peó · a2 blanques peó · b2 blanques peó · d2 blanques cavall · f2 blanques peó · g2 blanques alfil · h2 blanques peó · a1 blanques torre · c1 blanques alfil · e1 blanques rei · h1 blanques torre | d8 negres dama · f8 negres torre · g8 negres rei · a7 blanques dama · e7 negres peó · f7 negres peó · g7 negres alfil · h7 negres peó · f6 negres cavall · g6 negres peó · f5 negres alfil · d4 negres torre · e3 blanques peó · g3 blanques peó · a2 blanques peó · b2 blanques peó · d2 blanques cavall · f2 blanques peó · g2 blanques alfil · h2 blanques peó · a1 blanques torre · c1 blanques alfil · e1 blanques rei · h1 blanques torre | d8 negres dama · f8 negres torre · g8 negres rei · a7 blanques dama · e7 negres peó · f7 negres peó · g7 negres alfil · h7 negres peó · f6 negres cavall · g6 negres peó · f5 negres alfil · d4 negres torre · e3 blanques peó · g3 blanques peó · a2 blanques peó · b2 blanques peó · d2 blanques cavall · f2 blanques peó · g2 blanques alfil · h2 blanques peó · a1 blanques torre · c1 blanques alfil · e1 blanques rei · h1 blanques torre | d8 negres dama · f8 negres torre · g8 negres rei · a7 blanques dama · e7 negres peó · f7 negres peó · g7 negres alfil · h7 negres peó · f6 negres cavall · g6 negres peó · f5 negres alfil · d4 negres torre · e3 blanques peó · g3 blanques peó · a2 blanques peó · b2 blanques peó · d2 blanques cavall · f2 blanques peó · g2 blanques alfil · h2 blanques peó · a1 blanques torre · c1 blanques alfil · e1 blanques rei · h1 blanques torre | d8 negres dama · f8 negres torre · g8 negres rei · a7 blanques dama · e7 negres peó · f7 negres peó · g7 negres alfil · h7 negres peó · f6 negres cavall · g6 negres peó · f5 negres alfil · d4 negres torre · e3 blanques peó · g3 blanques peó · a2 blanques peó · b2 blanques peó · d2 blanques cavall · f2 blanques peó · g2 blanques alfil · h2 blanques peó · a1 blanques torre · c1 blanques alfil · e1 blanques rei · h1 blanques torre | d8 negres dama · f8 negres torre · g8 negres rei · a7 blanques dama · e7 negres peó · f7 negres peó · g7 negres alfil · h7 negres peó · f6 negres cavall · g6 negres peó · f5 negres alfil · d4 negres torre · e3 blanques peó · g3 blanques peó · a2 blanques peó · b2 blanques peó · d2 blanques cavall · f2 blanques peó · g2 blanques alfil · h2 blanques peó · a1 blanques torre · c1 blanques alfil · e1 blanques rei · h1 blanques torre | d8 negres dama · f8 negres torre · g8 negres rei · a7 blanques dama · e7 negres peó · f7 negres peó · g7 negres alfil · h7 negres peó · f6 negres cavall · g6 negres peó · f5 negres alfil · d4 negres torre · e3 blanques peó · g3 blanques peó · a2 blanques peó · b2 blanques peó · d2 blanques cavall · f2 blanques peó · g2 blanques alfil · h2 blanques peó · a1 blanques torre · c1 blanques alfil · e1 blanques rei · h1 blanques torre | 2 |
| 1 | d8 negres dama · f8 negres torre · g8 negres rei · a7 blanques dama · e7 negres peó · f7 negres peó · g7 negres alfil · h7 negres peó · f6 negres cavall · g6 negres peó · f5 negres alfil · d4 negres torre · e3 blanques peó · g3 blanques peó · a2 blanques peó · b2 blanques peó · d2 blanques cavall · f2 blanques peó · g2 blanques alfil · h2 blanques peó · a1 blanques torre · c1 blanques alfil · e1 blanques rei · h1 blanques torre | d8 negres dama · f8 negres torre · g8 negres rei · a7 blanques dama · e7 negres peó · f7 negres peó · g7 negres alfil · h7 negres peó · f6 negres cavall · g6 negres peó · f5 negres alfil · d4 negres torre · e3 blanques peó · g3 blanques peó · a2 blanques peó · b2 blanques peó · d2 blanques cavall · f2 blanques peó · g2 blanques alfil · h2 blanques peó · a1 blanques torre · c1 blanques alfil · e1 blanques rei · h1 blanques torre | d8 negres dama · f8 negres torre · g8 negres rei · a7 blanques dama · e7 negres peó · f7 negres peó · g7 negres alfil · h7 negres peó · f6 negres cavall · g6 negres peó · f5 negres alfil · d4 negres torre · e3 blanques peó · g3 blanques peó · a2 blanques peó · b2 blanques peó · d2 blanques cavall · f2 blanques peó · g2 blanques alfil · h2 blanques peó · a1 blanques torre · c1 blanques alfil · e1 blanques rei · h1 blanques torre | d8 negres dama · f8 negres torre · g8 negres rei · a7 blanques dama · e7 negres peó · f7 negres peó · g7 negres alfil · h7 negres peó · f6 negres cavall · g6 negres peó · f5 negres alfil · d4 negres torre · e3 blanques peó · g3 blanques peó · a2 blanques peó · b2 blanques peó · d2 blanques cavall · f2 blanques peó · g2 blanques alfil · h2 blanques peó · a1 blanques torre · c1 blanques alfil · e1 blanques rei · h1 blanques torre | d8 negres dama · f8 negres torre · g8 negres rei · a7 blanques dama · e7 negres peó · f7 negres peó · g7 negres alfil · h7 negres peó · f6 negres cavall · g6 negres peó · f5 negres alfil · d4 negres torre · e3 blanques peó · g3 blanques peó · a2 blanques peó · b2 blanques peó · d2 blanques cavall · f2 blanques peó · g2 blanques alfil · h2 blanques peó · a1 blanques torre · c1 blanques alfil · e1 blanques rei · h1 blanques torre | d8 negres dama · f8 negres torre · g8 negres rei · a7 blanques dama · e7 negres peó · f7 negres peó · g7 negres alfil · h7 negres peó · f6 negres cavall · g6 negres peó · f5 negres alfil · d4 negres torre · e3 blanques peó · g3 blanques peó · a2 blanques peó · b2 blanques peó · d2 blanques cavall · f2 blanques peó · g2 blanques alfil · h2 blanques peó · a1 blanques torre · c1 blanques alfil · e1 blanques rei · h1 blanques torre | d8 negres dama · f8 negres torre · g8 negres rei · a7 blanques dama · e7 negres peó · f7 negres peó · g7 negres alfil · h7 negres peó · f6 negres cavall · g6 negres peó · f5 negres alfil · d4 negres torre · e3 blanques peó · g3 blanques peó · a2 blanques peó · b2 blanques peó · d2 blanques cavall · f2 blanques peó · g2 blanques alfil · h2 blanques peó · a1 blanques torre · c1 blanques alfil · e1 blanques rei · h1 blanques torre | d8 negres dama · f8 negres torre · g8 negres rei · a7 blanques dama · e7 negres peó · f7 negres peó · g7 negres alfil · h7 negres peó · f6 negres cavall · g6 negres peó · f5 negres alfil · d4 negres torre · e3 blanques peó · g3 blanques peó · a2 blanques peó · b2 blanques peó · d2 blanques cavall · f2 blanques peó · g2 blanques alfil · h2 blanques peó · a1 blanques torre · c1 blanques alfil · e1 blanques rei · h1 blanques torre | 1 |
|   | a | b | c | d | e | f | g | h |   |

- Tornado vs Critter, nTCEC S2, Etapa 2, 3.7, 0–1 Critter sac dos peons i l'intercanvi per crear un atac fort.[8]
- Toga vs Critter, nTCEC S2, Etapa 2, 4.6, 0–1[8]